# 조너선 색스

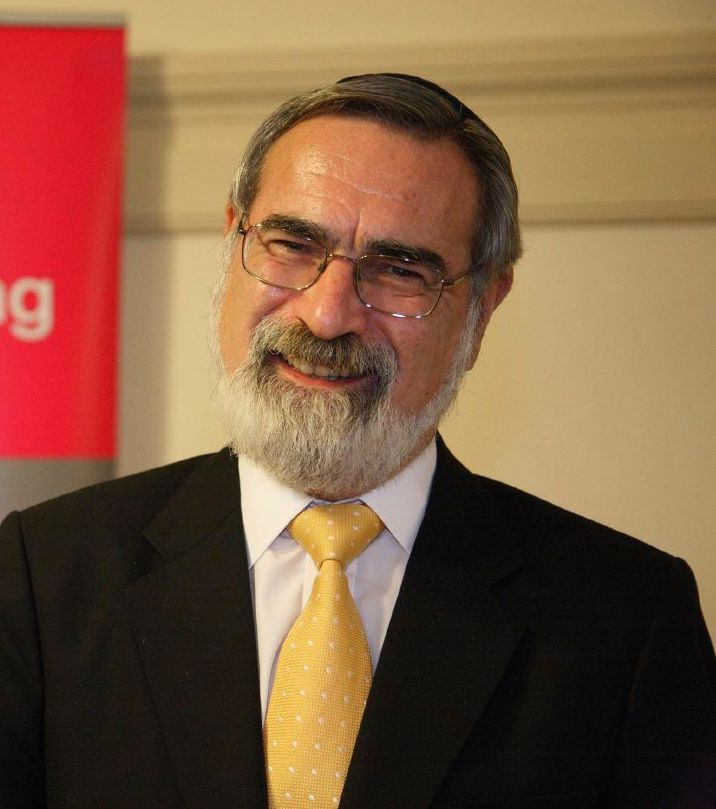
조너선 색스

조너선 색스(영어: Jonathan Sacks, 1948년 3월 8일 ~ 2020년 11월 7일)는 영국 태생의 유대인으로 영국 연방 연합 히브리 회중(United Hebrew Congregation)의 최고 랍비(Chief Rabbi)를 역임한 철학자, 신학자, 작가이면서 영국 하원의원으로 활동한 사람이다. 랍비 대학 총장을 역임했으며, <차이의 존중>(The Dignity of Difference)의 저자이다. 2004년 그라베마이어상 수상, 2005년에 영국 왕실로부터 기사 작위를 받았다. 히브리 연합 성회 6대 최고 지도자를 역임했다. 2016년에 템플턴상을 수상했다. 여러 계층으로 분리된 사회, 불평등이 만연한 사회, 극단주의와 불확실성이 지배하는 사회에서 두려움 없이 살아가기 위해서 우리가 무엇을 할 수 있는지를 묻고 답하는 <두려움 없이 미래를 맞는 방법>이라는 책을 저술했다.